# USS North Dakota (SSN-784)
North Dakota (SSN-784) – amerykański okręt podwodny z napędem jądrowym typu Virginia. 14 sierpnia 2003 roku kontrakt na budowę tego okrętu otrzymała stocznia General Dynamics Electric Boat. Jednostka ta jest pierwszym okrętem drugiej generacji okrętów typu Virginia Batch 2 Block III. 